# Demis Roussos
Demis Roussos (görög betűkkel: Ντέμης Ρούσος; a hivatalos átírás szerint: Démisz Rúszosz; született: Artémiosz Vendúrisz Rúszosz [Αρτέμιος Βεντούρης Ρούσος]; Alexandria, Egyiptom, 1946. június 15. – Athén, 2015. január 25.) világhírű görög énekes, az egykori Aphrodite’s Child nevű progresszív rockegyüttes frontembere, a hetvenes évek egyik legjellegzetesebb popikonja volt. Dalait több nyelven is énekelte (többek közt angolul, franciául, németül, spanyolul, olaszul és görögül), míg magyarul Zámbó Jimmy énekelte számos slágerét. Napjainkig világszerte több, mint 60 millió albumát adták el. Legismertebb slágerei közé tartozik a Rain and Tears, a We Shall Dance, a Forever and Ever, a My Friend the Wind, és a Goodbye My Love, Goodbye.
Első alkalommal 1986-ban járt Magyarországon, március másodikán és harmadikán telt házas koncertet tartott a Budapest Sportcsarnokban. Ezt követően is többször fellépett hazánkban, utoljára 2009 szeptemberében, a Papp László Budapest Sportarénában.

## Élete és zenei pályafutása

### Gyermek- és ifjúévek
Egyiptomban élő, jómódú görög szülők első gyermekeként látta meg a napvilágot 1946. június 15-én Alexandriában. A család még az 1920-as években települt Egyiptomba. Édesapja Jorgosz Ruszosz mérnök és gitáros is volt, édesanyja Olga Venturisz egy egyiptomi görög amatőr színtársulat színésznője. A családnak Artemioszon kívül még két gyermeke, egy lány Aimilia és egy fiú Kirillosz volt. A város ekkor egy multikulturális közeg volt, ahol jól megfért egymás mellett mind az európai, mind az arab kultúra. Ez a kevert atmoszféra nagy hatást gyakorolt az ekkor még gyermek Démiszre, aki ebben a miliőben felnőve, fogékony lett minden más kultúra befogadására, az idegen nyelvekre, és élete részévé vált a keleti hangszínek, a dekoratív ruhák irányába való vonzódás, valamint a bőség, a gazdagság iránti hajlam.
A családot nagy megrázkódtatásként érte az ötvenes évek helyi nacionalista politikája, valamint a szuezi válság utáni nyugtalan hangulat. Miután Demis apjának, Georges-nak munkahelyét államosították 1961-ben, a Roussos família úgy döntött, elhagyja Egyiptomot, és visszatelepül Görögországba, Athénbe.
Demis élete ettől kezdve gyökeresen megváltozott. Mivel kiváló nyelvérzéke volt (nyolc nyelven beszélt: görögül, arabul, franciául, németül, olaszul, spanyolul, portugálul és angolul), ezért édesanyja azt szerette volna, hogy a vendéglátásban kezdje a pályáját, ugyanis Görögországban igen gyors ütemben fejlődött ekkortájt a turizmus. Ám őt sokkal jobban érdekelte a zene. Barátaival együttest alapított, ő maga gitáron és bőgőn játszott. Tizennyolc éves korában már rendszeresen zenélt és fellépett, egy év múltán pedig megkezdte a muzsikuséletet; a saját lábára állt. Bohém mindennapok következtek, együtteseivel klubokban, lokálokban, diszkókban lépett fel főként mint basszusgitáros, és a kor aktuális számait játszották, elsősorban olasz és más nyelvű, híres nemzetközi slágereket. Ekkor ismerkedett meg Lukász Sziderásszal és Argírisz (Silver) Kulúrisszel, azokkal a zenészekkel, akik később szintén tagjai lettek a legendás Aphrodite’s Childnak.

### Találkozás Vangelisszel; az Aphrodite’s Child-korszak

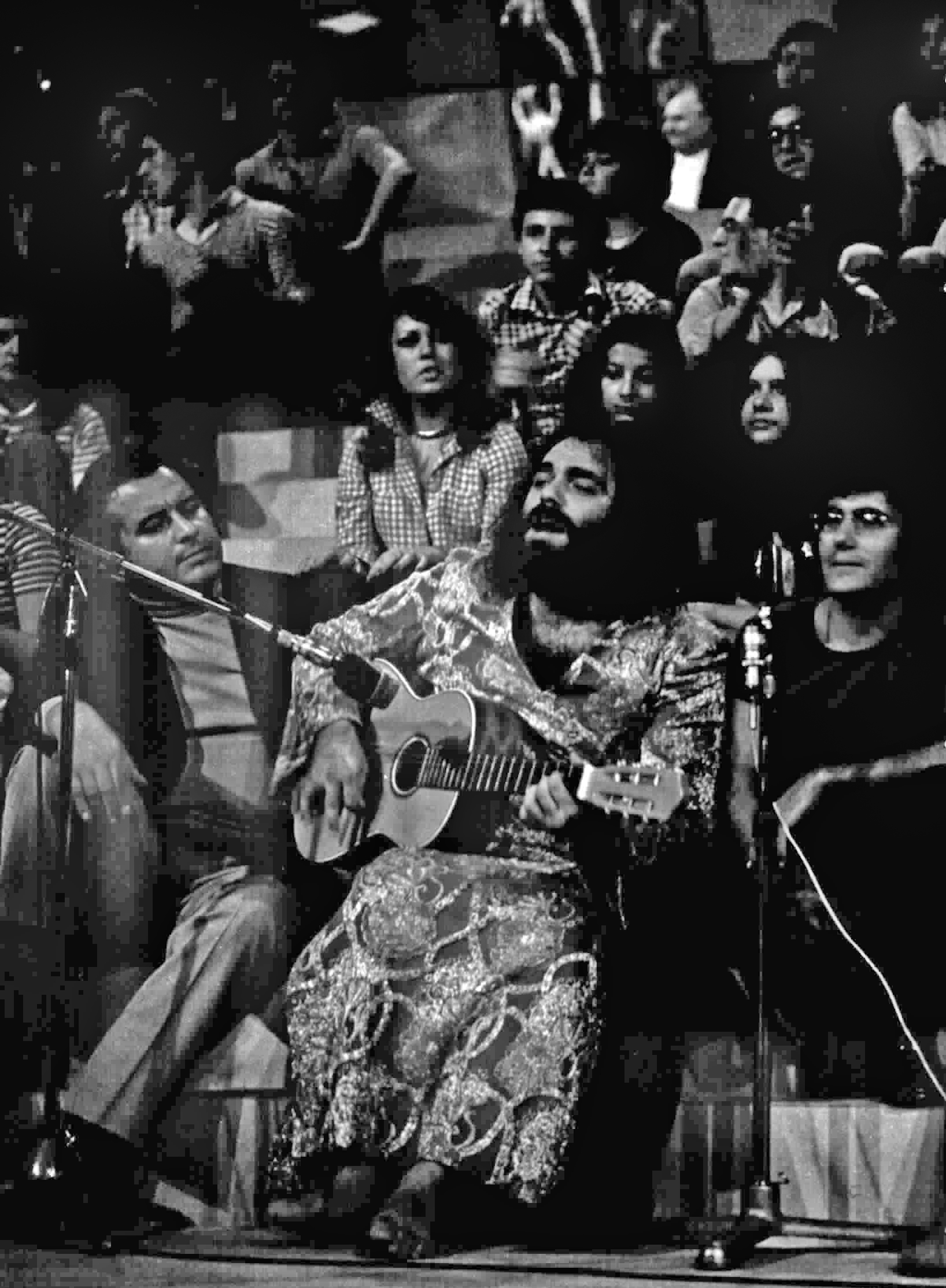
Egy tévéműsor felvételén Torinóban (1972)

Demis 1966 nyarán ismerkedett meg Vangelisszel. Ő ekkor már ismert sztár volt Görögországban, ugyanis a „The Forminx” nevű együttes billentyűseként tevékenykedett. A megismerkedés után együtt játszottak egy keveset, míg végül Vangelis, felismervén Roussos nem mindennapi énekhangját, azt kérte tőle, hogy ezentúl próbálkozzon a szóló énekléssel. Demis hallgatott Vangelisre, és idővel lassan valóban szólistává vált. Görögországban ez idő tájt azonban az együttesek szinte el voltak zárva a nemzetközi zenei élet eseményeitől. Demis előtt is nyilvánvalóvá vált, hogy amennyiben világkarriert akar befutni, el kell hagynia az országot. Éppen ezért szakított korábbi zenekarával, és Vangelisszel és Lukász Sziderásszal társulván belefogtak a nagy útba Nyugat felé.
1968 márciusában Demis és Lucas összecsomagolt, majd vonatra szállt. A cél London volt, ahol pár nap múlva hozzájuk csatlakozott volna Vangelis, aki később kívánt felutazni oda a barátnőjével. Az út azonban lerövidült. A fiúk amint Doverbe, az angol határra érkeztek, a vámosok, felfedezvén a csomagok közt az együttes fényképeit és hangszalagjait, nem engedték be őket az országba. Ennek oka az volt, hogy a 60-as évek Angliáját szinte elárasztották a kezdő zenészek egész Európából, akik szintén sikeres karrier reményében tódultak a szigetországba. Annak lehetősége, hogy egy ismeretlen zenész szabályszerű munkavállalási papírok nélkül Nagy-Britanniába beutazzon, szóba sem jöhetett. Így végül kénytelenek voltak Demisék is visszafordulni. Az új célpont Párizs lett, ahol egy szállodában béreltek szobát. Miután Vangelis is megérkezett, hosszas megbeszélések után a fiúk úgy döntöttek, maradnak, és ott próbálnak szerencsét.
Kezdetben nem sok sikerük volt, maradék pénzük is megfogyatkozott, ráadásul az akkor, ’68 májusában tomboló diáklázadások hangja is egyre csak erősödött. Végül nagy nehezen sikerült összehozniuk egy lemezszerződést a Phonogramm-mal, és habár a szerződés feltételei rájuk nézve rendkívül rosszak voltak, legalább neki tudtak kezdeni a felvételek készítésének. Egy pincében ütöttek tanyát, és megkezdődtek a próbák. Többek közt ott született meg a Rain and Tears című dal is, amely meghozta nekik az átütő sikert. Miután a dal a slágerlista élére került, pályájuk gyorsan ívelt felfelé. Rövid idő alatt két stúdióalbumot is készítettek (End of the World [1968], It’s Five O’Clock [1969]), dalaik pedig egész Európát meghódították. A siker Demis magánéletébe is beköszönt. 1970-ben házasságot kötött akkori barátnőjével, Monique-kal, és még ugyanezen évben megszületett lánya, Emily.
Az Aphrodite’s Child sikert sikerre halmozott, ám az együttes valódi vezetője, Vangelis mégsem volt teljes mértékben elégedett. Hiába készültek sorra a remek számok, ő valami komolyabb, maradandóbb alkotásra vágyott. Olyan zenét akart, amivel a csapat még az angol és az amerikai piacra is betörhetne. Mindezek miatt egyre több nézeteltérés támadt közte és Demis között. Vangelis félbe akarta hagyni a turnékat, és több időt kívánt szánni a lemezfelvételekre, hogy módjában álljon kísérletezgetni mindenféle zenei újdonsággal. Demis azonban éppen a turnékból befolyó pénzből élt elsősorban, így nem merte felvállalni az esetleges bukás kockázatait. A harmadik Aphrodite’s Child-album, a 666 nevet viselő, János jelenéseit feldolgozó dupla nagylemez, Demis pályájának egy kritikus pontja volt. Már a stúdiófelvételek közben heves viták törtek ki a tagok között; nyilvánvalóvá vált, hogy céljaik nem azonosak, és hamarosan be is következett a szakítás. Vangelis bezárkózott a stúdiójába, Demis és Lukász, illetve az időközben hozzájuk csatlakozott „Silver” Kulúrisz pedig folytatta a turnézást. Az albumot végül nagy nehézségek és némi hercehurca után, 1971-ben kiadták. Igazán remek kritikát kapott, és a mai napig ez lett talán a legnépszerűbb nagylemez az Aphrodite’s Child-től. Hiába azonban a késői siker, az együttes feloszlott, Demis pedig megkezdte szólókarrierjét.

### Szólókarrier
Demis belekezdett szóló pályafutásába, megmaradt a korábbi, jól bevált receptjeinél. Első szólóalbuma, az 1971-ben kiadott On The Greek Side Of My Mind akár hű folytatása is lehetne a korábbi Aphrodite’s Child-albumoknak. A nagylemezről két dal, a We Shall Dance és a Fire and Ice is sikeres volt; több európai ország slágerlistáját is megjárták. Még abban az évben elvált feleségétől, és összeházasodott egy francia asszonnyal, Dominique-kal. Kétségtelen, karrierjének csúcspontja az 1973-ban kiadott Forever and Ever című nagylemez volt, amely még az előbbi albumnál is messze nagyobb sikereket ért el. A címadó dal számos ország slágerlistájának az élére került, magából az albumból pedig több mint 13 millió darab fogyott el világszerte, és a rajta lévő dalok közül több is sláger lett, mint például a My Reason, a My Friend the Wind és a Goodbye My Love, Goodbye. Demis Roussos ettől kezdve valóban igazi világsztárrá vált; az európai könnyűzenének egyik meghatározó alakja lett. Életét és mindennapjait a média kitüntetett figyelemmel kísérte, nagyzási hóbortjai legendássá váltak.
Óriási kedvvel és munkabírással dolgozta végig a hetvenes éveket. Egy sor további nagylemezt készített, és csak úgy ontotta magából a slágereket. Zenéje és dalai milliókhoz jutottak el, ami annak is köszönhető volt, hogy az angol mellett francia, német, olasz és spanyol nyelvű albumokat is kiadtak tőle. Munkásságának fénykorában családjával gyakran változtatta lakhelyét, 1975-ben pedig újabb gyermeke született, fia, Cyril. Vangelisszel ápolt barátsága sem szűnt meg, 1977-ben, 1982-ben és 1984-ben is dolgoztak együtt (ezen együttműködés egyik legsikeresebb dala lett a Mourir Aupres De Mon Amour című Vangelis-szerzemény, valamint a Blade Runner filmzenei albumon található Tales of the Future című szám).

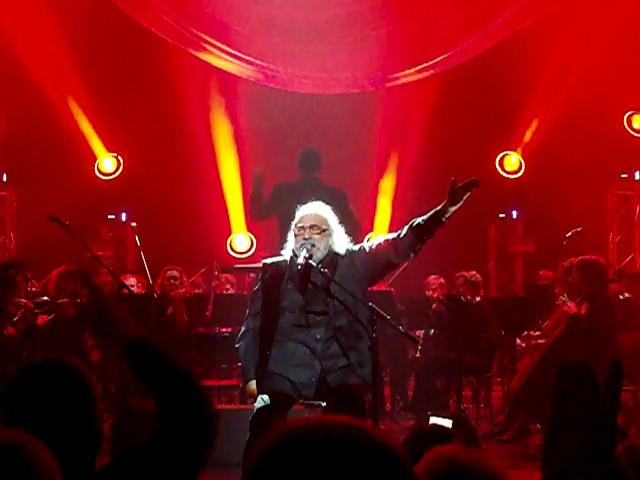
Kijevi koncertjén 2010-ben

A nyolcvanas évekre a lendület némiképp alábbhagyott, maga Demis is új életet kezdett. Feleségétől elvált, ezenkívül pedig látványosan lefogyott. (Karakterének egyik jellegzetessége korábban éppen a hatalmas teste volt, a hetvenes-nyolcvanas évek fordulójára azonban 147 kilóról sikerült lefogynia 90 kilóra.) A változások Demis zenéjében is megmutatkoztak. A korábbi, népies dalokat elektronikusabb hangzásúak váltották fel, Demis pedig újszerű stílusirányzatokkal is kísérletezni kezdett. (Eme zenei kitérő eredménye lett az 1982-ben kiadott Attitudes album, amely korábbi ismert slágereket öltöztetett modern ruhába.)
Az évtized végén gyors egymásutániságban több popalbumot is kiadott (Le Grec, Time, Voice and Vision), és ezzel ismét bekerült az akkori könnyűzene élvonalába. Karácsonyi albumokat is készített 1987-ben, illetve 1991-ben, amelyek több címen és változatban kerültek kiadásra. A kilencvenes években is folytatta a munkát, és stúdióalbumaiban újabb utazásokat tett a könnyűzene világában, sőt, 1996-os Serenade című albumában klasszikus operadarabokat bújtatott populáris köntösbe.
Noha még egyszer sem vonult vissza, a kétezres években igen keveset lehetett hallani róla annak dacára is, hogy az elmúlt években folyamatosan turnézott és koncertezett. Közel kilenc évig nem jelentkezett új anyaggal, mígnem 2009 májusában ki nem adták a következő korongját. A szimplán csak Demis címet viselő album egy újabb út eredménye, amelyet Roussos fiatal zenészekkel készített, a rajta lévő dalok pedig stílusukat tekintve visszanyúlnak pályafutása gyökereihez, a hatvanas évek beat- és rockzenéjéhez.

### Halála
2015. január 25-én hunyt el athéni otthonában.

## Diszkográfia

### Stúdióalbumok
- 1968 – End of the World (Aphrodite’s Child-album)
- 1969 – It's Five O'Clock (Aphrodite’s Child-album)
- 1971 - On the Greek Side of My Mind / Fire and Ice
- 1972 – 666 (Aphrodite’s Child-album)
- 1973 - Forever and Ever
- 1974 - My Only Fascination
- 1974 - Auf Wiedersehn
- 1975 - Souvenirs
- 1976 - Happy to Be...
- 1976 - Die Nacht und Der Wein
- 1976 - Kyrila - Insel der Träume
- 1977 - The Demis Roussos Magic
- 1977 - Ainsi soit-il
- 1978 - Demis Roussos
- 1979 - Universum (négyféle nyelven)
- 1980 - Man of the World
- 1982 - Demis (háromféle nyelven)
- 1982 - Attitudes
- 1984 - Reflection
- 1985 - Senza tempo
- 1986 - Greater Love
- 1987 - Come All Ye Faithful / Glory - The Christmas Album (karácsonyi album)
- 1988 - Le Grec
- 1988 - Time
- 1989 - Voice and Vision
- 1991 - Photo Fixe
- 1991 - Chante Noël / Christmas With Demis Roussos (karácsonyi album)
- 1993 - Insight
- 1995 - In Holland
- 1995 - Immortel
- 1996 - Serenade
- 1997 - Mon île
- 2000 - Auf meinen Wegen
- 2009 - Demis